# Pyrenochaeta gardeniae
Pyrenochaeta gardeniae är en svampart som beskrevs av S. Chandra & Tandon 1966. Pyrenochaeta gardeniae ingår i släktet Pyrenochaeta, ordningen Pleosporales, klassen Dothideomycetes, divisionen sporsäcksvampar och riket svampar.   Inga underarter finns listade i Catalogue of Life.